# Мала Круша
Мала Круша (алб. Krushë e Vogël) је насељено место у општини Призрен, на Косову и Метохији. Према попису становништва из 2011. у насељу је живело 937 становника.

## Становништво
Према попису из 2011. године, Мала Круша има следећи етнички састав становништва:
| Националност             | 2011.        |
| Албанци                  | 919 (98,08%) |
| Ашкалије                 | 15 (1,60%)   |
| неизјашњени и недоступно | 3 (0,32%)    |
| Укупно                   | 937          |

| Демографија | Демографија | Демографија |
| Година      | Становника  | Становника  |
| ----------- | ----------- | ----------- |
| 1948.       | 302         |             |
| 1953.       | 367         |             |
| 1961.       | 451         |             |
| 1971.       | 661         |             |
| 1981.       | 925         |             |
| 1991.       | 1.048       |             |
| 2011.       | 937         |             |